# 黒部市立石田小学校
黒部市立石田小学校（くろべしりつ いしだしょうがっこう）は富山県黒部市にある公立小学校。

## 沿革
個別に出典が提示されていない箇所の出典→
- 1872年4月17日 - 宮崎与次郎氏宅において創立。その後、第三大学区二番小学校と称す。
- 1873年11月 - 文焉小学校と改称。
- 1880年3月 - 浜石田新小学校新設。
- 1888年4月 - 石田尋常小学校と改称。
- 1890年4月 - 石田簡易小学校新設
- 1893年6月 - 現在の地にて新校舎を建築し、石田尋常小学校と改称。
- 1925年7月 - 御成婚記念として校舎4教室と運動場新設。
- 1941年4月 - 石田国民学校と改称。
- 1947年4月 - 6・3制実施により、石田小学校と改称。
- 1971年6月 - 鉄筋3階建校舎第1期工事完成、移転。
- 1972年
  - 3月 - 鉄筋3階建校舎第2期工事完成、移転。
  - 11月 - 鉄筋3階建校舎第3期工事完成、移転。
- 1973年10月 - 運動場整備、前庭の造園、花壇の設置。
- 1977年8月 - 運動場拡張工事完成。
- 1978年
  - 7月 - プール完成。
  - 12月 - 前庭一部舗装工事完成。
- 1981年10月 - グラウンド照明施設完成。
- 1984年
  - 2月 - 体育館(ランチルーム)竣工。
  - 8月 - 文焉花壇完成。
  - 11月 - スキー山完成。
- 1987年9月 - さわやか花壇完成。
- 1988年
  - 8月 - なかよし教室開設。
  - 9月 - 運動場改修工事完成記念大運動会。
- 1995年10月 - 前庭全面舗装工事完成。
- 1997年
  - 6月 - プール塗装工事完了。
  - 11月 - 文焉花壇補修工事完了 花壇アーチ設置。
- 1998年10月 - 校舎大規模改造第一期工事完了。
- 1999年10月 - 校舎大規模改造第二期工事完了。
- 2003年8月 - ターザンロープ、ハイネット補修。体育館暗幕開閉装置設置。
- 2007年
  - 9月 - ハイネット修理 ターザンロープ撤去。
  - 11月 - 職員室前花壇改修工事。
- 2008年8月 - ターザンロープ設置。
- 2009年5月 - 前庭花壇増設工事。
- 2010年3月 - 地デジ対応配線工事。階段手摺り等工事。
- 2013年12月 - ハイネット設置。
- 2016年10月 - エアコン設置。
- 2017年6月 - プール改修工事完了。

## 通学区域
石田(立野、浜石田、正光寺新、新町、岡、犬山、堀切の一部)

## 進学先
- 黒部市立清明中学校[4]

## 周辺
- 富山県道2号魚津生地入善線
- 富山地方鉄道本線電鉄石田駅